# Komendantiwka
Komendantiwka (ukrainisch Комендантівка; russisch Комендантовка Komendantowka) ist ein Dorf im Süden der ukrainischen Oblast Poltawa mit etwa 500 Einwohnern (2001).

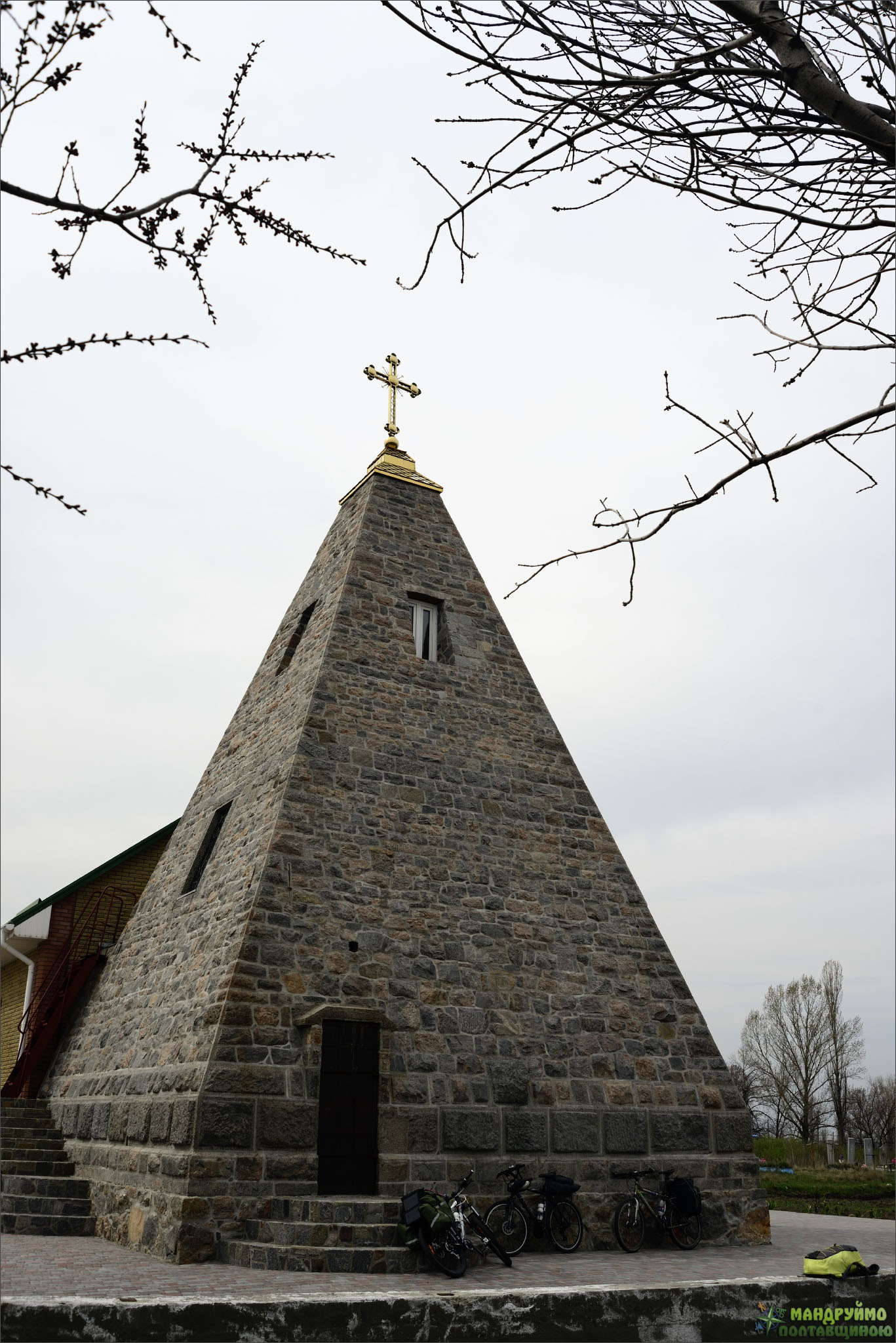
Die Bilewytscha-Pyramide 2013

Das im 19. Jahrhundert gegründete Dorf  liegt am linken Ufer des Kobeljatschok (Кобелячок), einem 35 km langen, linken Nebenfluss des Dnepr, 34 km südwestlich vom ehemaligen Rajonzentrum Kobeljaky und 92 km südwestlich vom Oblastzentrum Poltawa.
In Komendantiwka befindet sich die zwischen 1864 und 1877 erbaute, denkmalgeschützte Bilewytscha-Pyramide, ein Grabmal der Familie Bilewytsch.
Am 12. Juni 2020 wurde das Dorf ein Teil der Landgemeinde Pryschyb, bis dahin bildete es zusammen mit den Dörfern Dabyniwka (Дабинівка), Kolisnyky (Колісники), Krynytschne (Криничне), Olexandrija (Олександрія), Porubaji (Порубаї), Pylypenky (Пилипенки) und Tscheremuschky (Черемушки) die gleichnamige Landratsgemeinde Komendantiwka (Комендантівська сільська рада/Komendantiwska silska rada) im Südwesten des Rajons Kobeljaky.
Am 17. Juli 2020 kam es im Zuge einer großen Rajonsreform zum Anschluss des Rajonsgebietes an den Rajon Krementschuk.